# Coelioxys aurulenta
Coelioxys aurulenta är en biart som beskrevs av Pasteels 1968. Coelioxys aurulenta ingår i släktet kägelbin, och familjen buksamlarbin. Inga underarter finns listade i Catalogue of Life.